# Kohinggo
Kohinggo ou Arundel é uma ilha das Ilhas Salomão, no oceano Pacífico sul. Situa-se entre as ilhas Kolombangara (da qual está separada pelo Estreito de Blackett) e Nova Geórgia, na Província Ocidental. Tem cerca de 17 km de comprimento por 7 km de largura máxima.
Na ilha falam-se línguas do grupo das línguas da Nova Geórgia, do grupo austronésio, que por sua vez se dividem em ocidentais e orientais.

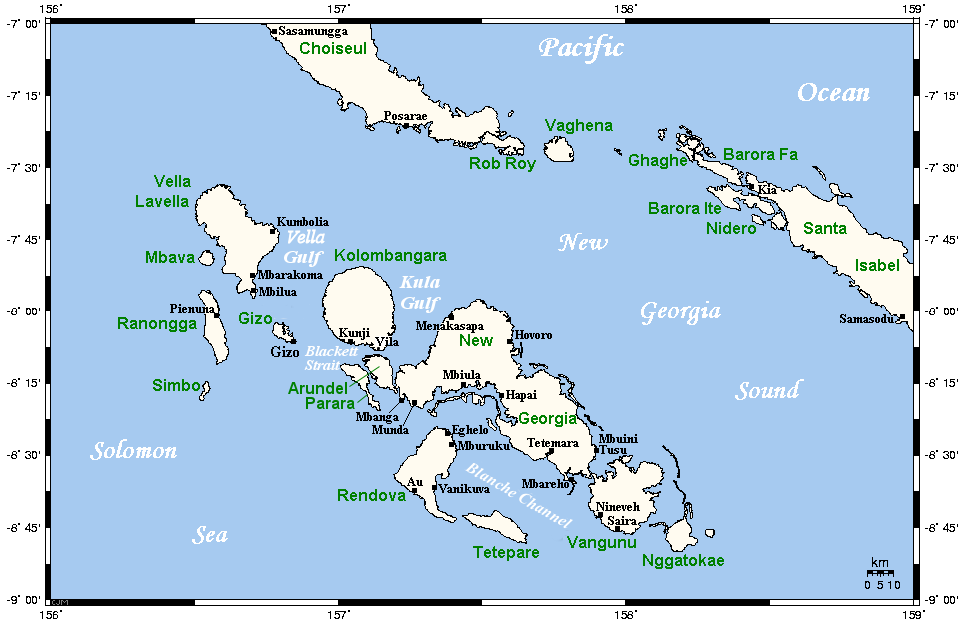
Ilhas da Nova Geórgia.